# یواس‌ان‌اس گوردون (تی-ای‌کی‌آر-۲۹۶)
یواس‌ان‌اس گوردون (تی-ای‌کی‌آر-۲۹۶) (به انگلیسی: USNS Gordon (T-AKR-296)) یک کشتی است که طول آن ۹۵۴ فوت (۲۹۱ متر) می‌باشد. این کشتی در سال ۱۹۷۲ ساخته شد.